# Antonín Mrkos
| Asteroizi descoperiți: 274 | Asteroizi descoperiți: 274 |
| -------------------------- | -------------------------- |
| 2199 Kleť                  | 6 iunie 1978               |
| 2304 Slavia                | 18 mai 1979                |
| 2325 Chernykh              | 25 septembrie 1979         |
| 2367 Praha                 | 8 ianuarie 1981            |
| 2403 Šumava                | 25 septembrie 1979         |
| 2404 Antarctica            | 1 octombrie 1980           |
| 2552 Remek                 | 24 septembrie 1978         |
| 2559 Svoboda               | 23 octombrie 1981          |
| 2747 Český Krumlov         | 19 februarie 1980          |
| 2811 Střemchoví            | 10 mai 1980                |
| 2889 Brno                  | 17 noiembrie 1981          |
| 2936 Nechvíle              | 17 septembrie 1979         |
| 2971 Mohr                  | 30 decembrie 1980          |
| 3003 Konček                | 28 decembrie 1983          |
| 3017 Petrovič              | 25 octombrie 1981          |
| 3130 Hillary               | 20 decembrie 1981          |
| 3137 Horky                 | 16 septembrie 1982         |
| 3141 Buchar                | 2 septembrie 1984          |
| 3168 Lomnický Štít         | 1 decembrie 1980           |
| 3257 Hanzlík               | 15 aprilie 1982            |
| 3276 Porta Coeli           | 15 septembrie 1982         |
| 3278 Běhounek              | 27 ianuarie 1984           |
| 3313 Mendel                | 19 februarie 1980          |
| 3324 Avsyuk                | 4 februarie 1983           |
| 3326 Agafonikov            | 20 martie 1985             |
| 3334 Somov                 | 20 decembrie 1981          |
| 3339 Treshnikov            | 6 iunie 1978               |
| 3357 Tolstikov             | 21 martie 1984             |
| 3364 Zdenka                | 5 aprilie 1984             |
| 3395 Jitka                 | 20 octombrie 1985          |
| 3451 Mentor                | 19 aprilie 1984            |
| 3490 Šolc                  | 20 septembrie 1984         |
| 3550 Link                  | 20 decembrie 1981          |
| 3571 Milanštefánik         | 15 martie 1982             |
| 3629 Lebedinskij           | 21 noiembrie 1982          |
| 3630 Lubomír               | 28 august 1984             |
| 3636 Pajdušáková           | 17 octombrie 1982          |
| 3645 Fabini                | 28 august 1981             |
| 3665 Fitzgerald            | 19 martie 1979             |
| 3701 Purkyně               | 20 februarie 1985          |
| 3715 Štohl                 | 19 februarie 1980          |
| 3716 Petzval               | 2 octombrie 1980           |
| 3727 Maxhell               | 7 august 1981              |
| 3781 Dufek                 | 2 septembrie 1986          |
| 3791 Marci                 | 17 noiembrie 1981          |
| 3827 Zdeněkhorský          | 3 noiembrie 1986           |
| 3847 Šindel                | 16 februarie 1982          |
| 3887 Gerstner              | 22 august 1985             |
| 3905 Doppler               | 28 august 1984             |
| 3949 Mach                  | 20 octombrie 1985          |
| 3979 Brorsen               | 8 noiembrie 1983           |
| 3980 Hviezdoslav           | 4 decembrie 1983           |
| 3981 Stodola               | 26 ianuarie 1984           |
| 3983 Sakiko                | 20 septembrie 1984         |
| 3993 Šorm                  | 4 noiembrie 1988           |
| 4018 Bratislava            | 30 decembrie 1980          |
| 4054 Turnov                | 5 octombrie 1983           |
| 4090 Říšehvězd             | 2 septembrie 1986          |
| 4176 Sudek                 | 24 februarie 1987          |
| 4238 Audrey                | 13 aprilie 1980            |
| 4249 Křemže                | 29 septembrie 1984         |
| 4277 Holubov               | 15 ianuarie 1982           |
| 4287 Třísov                | 7 septembrie 1989          |
| 4339 Almamater             | 20 octombrie 1985          |
| 4405 Otava                 | 21 august 1987             |
| 4408 Zlatá Koruna          | 4 octombrie 1988           |
| 4552 Nabelek               | 11 mai 1980                |
| 4554 Fanynka               | 28 octombrie 1986          |
| 4610 Kájov                 | 26 martie 1989             |
| 4662 Runk                  | 19 aprilie 1984            |
| 4663 Falta                 | 27 septembrie 1984         |
| 4671 Drtikol               | 10 ianuarie 1988           |
| 4691 Toyen                 | 7 octombrie 1983           |
| 4698 Jizera                | 4 septembrie 1986          |
| 4702 Berounka              | 23 aprilie 1987            |
| 4801 Ohře                  | 22 octombrie 1989          |
| 4823 Libenice              | 4 octombrie 1986           |
| 4824 Stradonice            | 25 noiembrie 1986          |
| 5026 Martes                | 22 august 1987             |
| 5089 Nádherná              | 25 septembrie 1979         |
| 5102 Benfranklin           | 2 septembrie 1986          |
| 5103 Diviš                 | 4 septembrie 1986          |
| 5122 Mucha                 | 3 ianuarie 1989            |
| (5202) 1983 XX             | 5 decembrie 1983           |
| 5250 Jas                   | 21 august 1984             |
| 5318 Dientzenhofer         | 21 aprilie 1985            |
| 5363 Kupka                 | 19 octombrie 1979          |
| 5418 Joyce                 | 29 august 1981             |
| 5425 Vojtěch               | 20 septembrie 1984         |
| 5552 Studnička             | 16 septembrie 1982         |
| (5573) 1981 QX             | 24 august 1981             |
| 5583 Braunerová            | 5 martie 1989              |
| 5668 Foucault              | 22 martie 1984             |
| 5712 Funke                 | 25 septembrie 1979         |
| 5719 Křižík                | 7 septembrie 1983          |
| 5797 Bivoj                 | 13 ianuarie 1980           |
| 5800 Pollock               | 16 octombrie 1982          |
| 5801 Vasarely              | 26 ianuarie 1984           |
| 5803 Ötzi                  | 21 iulie 1984              |
| 5804 Bambinidipraga        | 9 septembrie 1985          |
| 5865 Qualytemocrina        | 31 august 1984             |
| 5891 Gehrig                | 22 septembrie 1981         |
| 5894 Telč                  | 14 septembrie 1982         |
| 5897 Novotná               | 29 septembrie 1984         |
| 5910 Zátopek               | 29 noiembrie 1989          |
| 5946 Hrozný                | 28 octombrie 1984          |
| 5958 Barrande              | 29 ianuarie 1989           |
| 5997 Dirac                 | 1 octombrie 1983           |
| 5998 Sitenský              | 2 septembrie 1986          |
| 6060 Doudleby              | 19 februarie 1980          |
| 6064 Holašovice            | 23 aprilie 1987            |
| 6149 Pelčák                | 25 septembrie 1979         |
| 6175 Cori                  | 4 decembrie 1983           |
| 6221 Ducentesima           | 13 aprilie 1980            |
| 6223 Dahl                  | 3 septembrie 1980          |
| 6231 Hundertwasser         | 20 martie 1985             |
| 6266 Letzel                | 4 octombrie 1986           |
| 6281 Strnad                | 16 septembrie 1980         |
| 6377 Cagney                | 25 iunie 1987              |
| 6379 Vrba                  | 15 noiembrie 1987          |
| 6385 Martindavid           | 5 martie 1989              |
| 6433 Enya                  | 18 noiembrie 1978          |
| 6440 Ransome               | 8 septembrie 1988          |
| 6441 Milenajesenská        | 9 septembrie 1988          |
| 6469 Armstrong             | 14 august 1982             |
| 6470 Aldrin                | 14 septembrie 1982         |
| 6471 Collins               | 4 martie 1983              |
| 6481 Tenzing               | 9 septembrie 1988          |
| 6508 Rolčík                | 22 august 1982             |
| 6516 Gruss                 | 3 octombrie 1988           |
| 6540 Stepling              | 16 septembrie 1982         |
| 6542 Jacquescousteau       | 15 februarie 1985          |
| 6546 Kaye                  | 24 februarie 1987          |
| 6550 Parléř                | 4 noiembrie 1988           |
| 6556 Arcimboldo            | 29 decembrie 1989          |
| 6581 Sobers                | 22 septembrie 1981         |
| 6583 Destinn               | 21 februarie 1984          |
| 6586 Seydler               | 28 octombrie 1984          |
| 6594 Tasman                | 25 iunie 1987              |
| 6596 Bittner               | 15 noiembrie 1987          |
| 6597 Kreil                 | 9 ianuarie 1988            |
| 6600 Qwerty                | 17 august 1988             |
| 6701 Warhol                | 14 ianuarie 1988           |
| 6712 Hornstein             | 23 februarie 1990          |
| 6758 Jesseowens            | 13 aprilie 1980            |
| 6768 Mathiasbraun          | 7 septembrie 1983          |
| 6769 Brokoff               | 15 februarie 1985          |
| 6774 Vladheinrich          | 4 noiembrie 1988           |
| 6779 Perrine               | 20 februarie 1990          |
| 6817 Pest                  | 20 ianuarie 1982           |
| 6824 Mallory               | 8 septembrie 1988          |
| 6825 Irvine                | 4 octombrie 1988           |
| 6897 Tabei                 | 15 noiembrie 1987          |
| (7080) 1986 RS1            | 5 septembrie 1986          |
| 7107 Peiser                | 15 august 1980             |
| 7114 Weinek                | 29 noiembrie 1986          |
| 7115 Franciscuszeno        | 29 noiembrie 1986          |
| 7118 Kuklov                | 4 noiembrie 1988           |
| 7171 Arthurkraus           | 13 ianuarie 1988           |
| 7226 Kryl                  | 21 august 1984             |
| 7232 Nabokov               | 20 octombrie 1985          |
| 7328 Casanova              | 20 septembrie 1984         |
| 7332 Ponrepo               | 4 decembrie 1986           |
| 7334 Sciurus               | 17 august 1988             |
| 7391 Strouhal              | 8 noiembrie 1983           |
| 7398 Walsh                 | 3 noiembrie 1986           |
| 7403 Choustník             | 14 ianuarie 1988           |
| 7464 Vipera                | 15 noiembrie 1987          |
| (7635) 1983 VH1            | 6 noiembrie 1983           |
| 7644 Cslewis               | 4 noiembrie 1988           |
| 7645 Pons                  | 4 ianuarie 1989            |
| 7694 Krasetín              | 29 septembrie 1983         |
| 7695 Přemysl               | 27 noiembrie 1984          |
| 7699 Božek                 | 2 februarie 1989           |
| 7701 Zrzavý                | 14 octombrie 1990          |
| 7742 Altamira              | 20 octombrie 1985          |
| (7820) 1990 TU8            | 14 octombrie 1990          |
| 7859 Lhasa                 | 19 octombrie 1979          |
| (7864) 1982 EE             | 14 martie 1982             |
| 7867 Burian                | 20 septembrie 1984         |
| (7927) 1986 WV1            | 29 noiembrie 1986          |
| (7993) 1982 UD2            | 16 octombrie 1982          |
| 8001 Ramsden               | 4 octombrie 1986           |
| (8002) 1986 XF5            | 4 decembrie 1986           |
| 8022 Scottcrossfield       | 10 noiembrie 1990          |
| 8143 Nezval                | 11 noiembrie 1982          |
| (8152) 1986 VY             | 3 noiembrie 1986           |
| (8153) 1986 WO1            | 25 noiembrie 1986          |
| 8249 Gershwin              | 13 aprilie 1980            |
| (8258) 1982 RW1            | 15 septembrie 1982         |
| (8267) 1986 TX3            | 4 octombrie 1986           |
| (8333) 1982 VF             | 7 noiembrie 1982           |
| 8336 Šafařík               | 27 septembrie 1984         |
| 8343 Tugendhat             | 4 octombrie 1986           |
| (8479) 1987 HD2            | 29 aprilie 1987            |
| (8639) 1986 VB1            | 3 noiembrie 1986           |
| (8650) 1989 TJ2            | 5 octombrie 1989           |
| 9007 James Bond            | 5 octombrie 1983           |
| 9008 Bohšternberk          | 27 ianuarie 1984           |
| (9011) 1984 SU             | 20 septembrie 1984         |
| (9027) 1988 VP5            | 4 noiembrie 1988           |
| 9028 Konrádbeneš           | 26 ianuarie 1989           |
| (9031) 1989 WG4            | 29 noiembrie 1989          |
| (9292) 1982 UE2            | 16 octombrie 1982          |
| (9538) 1982 UM2            | 20 octombrie 1982          |
| 9551 Kazi                  | 20 octombrie 1985          |
| (9552) 1985 UY             | 24 octombrie 1985          |
| (9575) 1989 BW1            | 29 ianuarie 1989           |
| (9729) 1981 RQ             | 7 septembrie 1981          |
| 9931 Herbhauptman          | 18 aprilie 1985            |
| (10026) 1980 RE1           | 3 septembrie 1980          |
| (10037) 1984 BQ            | 26 ianuarie 1984           |
| (10291) 1985 UT            | 20 octombrie 1985          |
| (10294) 1988 AA2           | 14 ianuarie 1988           |
| (10705) 1981 SL            | 22 septembrie 1981         |
| 11019 Hansrott             | 25 aprilie 1984            |
| 11020 Orwell               | 31 iulie 1984              |
| (11026) 1986 RE1           | 2 septembrie 1986          |
| (11283) 1989 UX4           | 25 octombrie 1989          |
| (11477) 1984 SY1           | 29 septembrie 1984         |
| (11493) 1988 VN5           | 4 noiembrie 1988           |
| (11825) 1982 UW1           | 16 octombrie 1982          |
| 11830 Jessenius            | 2 mai 1984                 |
| (11841) 1986 VW            | 3 noiembrie 1986           |
| (12692) 1989 BV1           | 29 ianuarie 1989           |
| (12698) 1989 US4           | 22 octombrie 1989          |
| (13491) 1984 UJ1           | 28 octombrie 1984          |
| (13501) 1987 VR            | 15 noiembrie 1987          |
| (13913) 1979 SO            | 25 septembrie 1979         |
| (14363) 1988 RB2           | 8 septembrie 1988          |
| (14379) 1989 UM4           | 22 octombrie 1989          |
| (15222) 1982 FL1           | 24 martie 1982             |
| (15233) 1987 WU4           | 26 noiembrie 1987          |
| (16448) 1989 RV2           | 7 septembrie 1989          |
| (17404) 1986 TZ3           | 4 octombrie 1986           |
| (17407) 1987 TG            | 14 octombrie 1987          |
| (18300) 1979 PA            | 14 august 1979             |
| (18325) 1984 SB2           | 29 septembrie 1984         |
| (18328) 1985 UU            | 20 octombrie 1985          |
| (19124) 1986 TH3           | 4 octombrie 1986           |
| 19129 Loos                 | 10 ianuarie 1988           |
| (19184) 1991 TB6           | 6 octombrie 1991           |
| 20964 Mons Naklethi        | 16 octombrie 1977          |
| 20969 Samo                 | 17 septembrie 1979         |
| 22260 Ur                   | 19 octombrie 1979          |
| (22274) 1981 RN            | 7 septembrie 1981          |
| (22284) 1986 SH            | 30 septembrie 1986         |
| (22288) 1988 TR2           | 11 octombrie 1988          |
| (22307) 1990 SU4           | 16 septembrie 1990         |
| (23437) 1984 SJ1           | 27 septembrie 1984         |
| (24619) 1979 DA            | 26 februarie 1979          |
| (24661) 1988 GQ            | 12 aprilie 1988            |
| 24662 Gryll                | 14 aprilie 1988            |
| (24695) 1990 ST4           | 16 septembrie 1990         |
| (26807) 1982 RK1           | 14 septembrie 1982         |
| (27702) 1984 SE1           | 27 septembrie 1984         |
| (27703) 1984 SA2           | 29 septembrie 1984         |
| (30770) 1984 SL4           | 27 septembrie 1984         |
| (30772) 1986 RJ1           | 2 septembrie 1986          |
| (32774) 1986 VZ            | 3 noiembrie 1986           |
| (35086) 1990 TW8           | 14 octombrie 1990          |
| (37559) 1985 UR            | 20 octombrie 1985          |
| (39514) 1986 TV3           | 4 octombrie 1986           |
| (39515) 1986 XD5           | 4 decembrie 1986           |
| (46546) 1988 VM5           | 4 noiembrie 1988           |
| (52268) 1986 WU            | 25 noiembrie 1986          |
| (58140) 1981 SN            | 22 septembrie 1981         |
| (65668) 1988 AX1           | 14 ianuarie 1988           |
| (65686) 1990 TN8           | 14 octombrie 1990          |
| (85155) 1986 VH7           | 7 noiembrie 1986           |
| (85164) 1988 TG2           | 3 octombrie 1988           |
| (85167) 1989 RS2           | 7 septembrie 1989          |
| (100012) 1989 BC1          | 25 ianuarie 1989           |
| 217628 Lugh                | 17 aprilie 1990            |

Antonín Mrkos (n. 27 ianuarie 1918, Střemchoví⁠(d), Moravia de Sud⁠(d), Cehia – d. 29 mai 1996, Praga, Cehia) a fost un astronom ceh, din Střemchoví, Cehoslovacia.

## Biografie
Mrkos a intrat la studii la Universitatea din Brno în 1938. A întrerupt odată cu începutul celui de-al Doilea Război Mondial și în 1945 s-a angajat la Observatorul Skalnaté Pleso din Slovacia.
El a fost cel de-al doilea ceh ajuns în Antarctica și primul cehoslovac care a ajuns la polul sudic al inaccesibilității ca membru al celei de-a treie expediții sovietice în Antarctica (1957–1959). Datorită lui, drapelul cehoslovac a fost cel de-al doilea arborat atunci după cel al URSS. S-a reîntors în Antarctica ca șef al unei echipe cehoslovace de patru membri în cea de-a șaptea expediție sovietică în Antarctica (1961–1963). El a cercetat aurora, printre altele.
În 1965 a devenit director al observatorului Kleť.
El a descoperit sau co-descoperit treisprezece comete. Printre acestea sunt și cometele periodice 18D/Perrine–Mrkos, 45P/Honda–Mrkos–Pajdušáková, 124P/Mrkos și 143P/Kowal–Mrkos. De asemenea, a descoperit cometa luminoasă non-periodică C/1957 P1 și numeroși asteroizi (273 în total), printre care 5797 Bivoj, 3451 Mentor și 6758 Jesseowens, denumit în onoarea lui Jesse Owens. Asteroidul 1832 Mrkos a fost denumit în onoarea sa.